# Saison 1 de Lastman
 (février 2024).
Si vous disposez d'ouvrages ou d'articles de référence ou si vous connaissez des sites web de qualité traitant du thème abordé ici, merci de compléter l'article en donnant les références utiles à sa vérifiabilité et en les liant à la section « Notes et références ».
Chronologie
Saison 2
La première saison de Lastman, série télévisée d'animation française réalisée par Jérémie Périn d'après la bande dessinée du même nom de Bastien Vivès, Balak et Michaël Sanlaville, est constituée de 26 épisodes, diffusés du 22 novembre au 13 décembre 2016 sur France 4,.

## Généralités
Les événements de la saison se déroule avant ceux de la bande dessinée qu'elle adapte. Les épisodes, d'une durée de 11 minutes environ, ont pour particularité d'avoir pour titre une réplique qui sera prononcée par un personnage au cours du dit épisode.

## Synopsis
Dans la ville fictive américaine de Paxtown, gangrenée par la violence et la corruption, le jeune boxeur amateur Richard Aldana vivote entre la recherche d'un emploi et son club de boxe. Bien qu'ayant un talent inné pour la boxe, il se contente du strict minimum au grand dam de son ami et mentor Dave McKenzie qui voit en lui un potentiel qui ne demande qu'à être exploité.
Son quotidien bascule le jour où Dave est enlevé sous ses yeux par une mystérieuse secte nommée l'Ordre du Lion. Richard va progressivement découvrir que Dave a de nombreux secrets, notamment qu'il a une fille cachée du nom de Siri, que l'Ordre du Lion recherche, et se retrouve à devoir protéger la jeune fille de multiples menaces surnaturelles.

## Distribution

### Acteurs principaux
- Martial Le Minoux : Richard Aldana
- Maëlys Ricordeau : Siri
- Vincent Ropion : Howard McKenzie / le narrateur
- William Coryn : Rizel / Charles
- Patrick Béthune : Dave McKenzie
- Barbara Beretta : Tomie Katana
- Karim Tougui : Duke Diamonds
- Bruno Méyère : Joufflu
- Marie Chevalot : Kriss Bennet, Monica Mendoza
- Monsieur Poulpe : Karl
- Stéphane Ronchewski : Jayce, Eric Rose, Vivaldi
- Michel Elias : le Saint Père, le chef de la police
- Damien Ferrette : Harry Zenkova, Dylan
- Claire Baradat : Tracy Zenkova, Tallulah Wood, la preneuse d'otage, le Roitelet du Temps
- Benjamin Bollen : le roitelet de la Création
- Emmanuel Karsen : Max, Raghan, Jean-Michel, Prézic
- Céline Melloul : Annabelle Chang
- Coco Noël : la mère de Cooper
- Jérémy Prévost : Milo
- Frédéric Souterelle : Jean-Luc, l'inspecteur, le médecin, Aruméri
- Antoine Tomé : Chorum

## Liste des épisodes
1. T'es un abruti Aldana
2. Tu dis ça parce que j'ai une grenade
3. Tu sais, moi, les moustachus
4. Sors de ma mère !
5. Des carrés dans des carrés
6. Des dents, des dents, des dents
7. Tu parles comme un homme d'honneur
8. Nous allons te démembrer
9. Cerveau jaune
10. Nous avions rendez-vous ?
11. Attention quand ça clignote
12. Pourquoi ce type me frappe ?
13. T'es choupi Aldana
14. Vas-y chante un truc pour voir
15. Je suis le passager
16. Paramètres mon cul
17. La famille c'est toujours compliqué
18. Action !
19. Restez avec nous sur Paxnews
20. Tu pourrais me passer la moutarde ?
21. Oh non…
22. Il a une sale gueule ton bernard l'hermite
23. Le laisse jamais te toucher
24. Encaisser et pas mourir
25. Je suis désolé
26. C'est la dernière fois que je vous le demande poliment

### Épisode 1:T'es un abruti Aldana
- France : 
  - 22 novembre 2016 sur France 4

Dans la ville de Paxton, Richard Aldana est un jeune boxeur amateur sans emploi. Toutefois, grâce à l'aide de son ami et mentor Dave McKenzie, propriétaire du club de boxe où il s'entraîne, il parvient à trouver un emploi de videur de nuit dans un strip club détenu par Harry Zenkova, neveu du parrain de la pègre : le Saint Père. Mais en raison de son impulsivité, il frappe Zenkova au cours de sa prise de poste devant le comportement violent et misogyne de ce dernier avec l'une des danseuses.
Le lendemain, Dave est furieux face à cette nouvelle en raison des conséquences que ce geste pourrait avoir sur le club. Cet échec contraint également Richard à demander de continuer de pouvoir être logé par Dave. Ce dernier accepte uniquement s'il est vaincu au cours d'un combat de boxe. Bien que confiant, Richard est sans problème battu par son entraineur qui le blâme de se contenter du strict minimum, estimant qu'il pourrait largement passer professionnel s'il s'en donnait les moyens. Une camionnette surgit alors devant eux et les prend dans une fusillade avant que des assaillants masqués en sorte. Leurs compétences en sport de combat leur permet de résister sans trop de difficultés jusqu'à ce qu'un individu borgne aux cheveux blanc sorte du véhicule et utilise des pouvoirs électriques pour les mettre tous deux K.O. Avant de tomber inconscient, Richard a juste le temps de voir les hommes embarquer Dave.
Revenu à lui, Richard se rend au strip club de Zenkova où se trouve également le Saint Père, non sans user de la violence sur les gardes du corps de ce dernier. Proposant d'être échangé contre Dave et d'assumer lui-même les conséquences de son offense envers Zenkova, il comprend face à leurs visages dubitatifs qu'ils ne sont pas les commanditaires de l'enlèvement de Dave, le poussant à fuir les lieux.
Peu après, le téléphone portable de Dave que Richard avait en main lors de l'enlèvement sonne : au bout se trouve une fillette affirmant être la fille de Dave, Siri, ce qui ne manque pas de l'étonner car il croyait Dave célibataire et sans enfant. Bien que suspicieuse initialement, elle change de comportement quand elle apprend que son père a été enlevé. Elle affirme alors que c'est une organisation dangereuse qui en est à l'origine et que Dave se trouve probablement à l'église de la Rédemption du Septième Jour. C'est alors que Richard tombe à nouveau sur Jean-Luc et Jean-Michel, les gardes du corps du Saint Père.
- Le titre de l'épisode est prononcé par Dave McKenzie

### Épisode 2:Tu dis ça parce que j'ai une grenade
- France : 
  - 22 novembre 2016 sur France 4

Dans une voiture, la jeune chanteuse amateure Tomie Katana se voit contrainte de refuser un rôle dans une comédie musicale en raison de l'insistance toxique de son petit-ami Bernard. En pleine crise de jalousie maladive, il est soudainement expulsé du véhicule par Richard, au téléphone avec la police : quelques minutes plus tôt, alors qu'il essayait tant bien que mal d'annoncer la nouvelle de la mort de Dave à Siri, il a entendu Rizel et ses hommes arriver au pensionnat d'Ellington, où elle étudie. La communication est coupée quand Rizel utilise ses pouvoirs pour mettre hors service tous les équipements électriques des environs.
Fonçant à toute vitesse, Richard est néanmoins contraint de s'arrêter à un feu rouge et subit les réprimandes de Tomie avant que Bernard, qui a réussi à les rattraper, ne monte sur la banquette arrière en menaçant Richard d'une arme à feu. Le soupçonnant d'être l'amant de Tomie, Bernard refuse de croire son histoire alors qu'il conduit tant bien que mal vers le pensionnat. La tension augmentant, Richard tente de le désarmer mais cesse lorsqu'il se révèle que Bernard a dégoupillé une grenade, qu'il menace de relâcher.
Au pensionnat, les hommes de Rizel massacrent l'ensemble du personnel et des pensionnaires. Siri parvient néanmoins à fuir dans le parc et à l'aide d'une nouvelle batterie, rappelle Richard. Elle tombe néanmoins sur Bernard qui a récupéré le téléphone. Il a entretemps emmené Richard et Tomie sur un chantier et force le premier à creuser sa propre tombe. Profitant de cette distraction, il tente de désarmer Bernard en maintenant sa main tenant la grenade fermée. Le petit-ami toxique finit néanmoins par glisser dans une fosse de ciment liquide et laisse échapper l'engin qui finit par exploser, le tuant. Richard prend ensuite son véhicule, laissant Tomie rappeler le directeur artistique de la comédie musicale.
La police arrive au pensionnat et Siri, se croyant sortie d'affaire, se rue vers les agents qui sont tués par un sniper, Rizel ayant demandé de se servir d'eux comme appâts jusqu'à ce qu'elle sorte de sa cachette. Emmenée devant lui, il lui apprend la mort de son père de sa main avant de lui demander son nom. Bien que Siri réponde, Rizel la dément avec un sourire en affirmant ne pas lui parler à elle. Après lui avoir dit qu'il allait l'aider, il commence un mystérieux rituel. C'est à ce moment que Richard arrive lui aussi sur les lieux et face aux tirs des hommes de Rizel, se sert de la voiture de Bernard et des grenades restantes à bord comme bélier explosif, qui enflamme le pensionnat.
- Le titre de l'épisode est prononcé par Bernard, le petit-ami de Tomie Katana

### Épisode 3:Tu sais, moi, les moustachus
- France : 
  - 22 novembre 2016 sur France 4

Plusieurs jours après le décès de Dave, les différents membres de son club de boxe, notamment Richard, Max Mounds, John Lando et Taylor Rhondo dit « Joufflu » sont interrogés par la police. Tous affirment que leur entraineur et ami n'avait aucun ennemi à leur connaissance. En revenant des obsèques en compagnie de Siri, que Richard fait passer pour sa nièce en attendant d'en savoir plus sur le culte de Rizel, ils tombent sur Zenkova en train de prendre possession du club, estimant qu'il lui revient de droit. Furieux, Richard le frappe une fois de plus.
Le conflit se règle dans le bureau du Saint Père, où les boxeurs font valoir leurs droits. Le parrain décide de régler cette histoire par un combat de boxe entre les deux partis. Considéré comme le meilleur boxeur de Dave, Max se porte volontaire. Parallèlement, Richard est dubitatif quand Siri lui affirme qu'elle savait pour la secte uniquement via des rêves, sans les avoir croisés avant.
Richard apprend par la suite que le meurtre de Dave a été classé comme règlement de comptes entre dealers car il était surveillé par la brigade des stupéfiants mais était aussi suspect dans plusieurs affaires de meurtres et fiché pour détention illégale d'armes. Choqué, Richard n'arrive pas à croire que son meilleur ami puisse être un meurtrier ou un trafiquant.
Fouillant le bureau de Dave avec Siri, il trouve un carnet de notes qu'il tenait sur ses boxeurs où il exprimait notamment sa frustration de la fainéantise de Richard. Une note concernant Lando éveille son intérêt par le fait qu'il a eu une prise de masse suspecte en peu de temps. Il parvient alors à surprendre vendant de la drogue près du club et le confronte violemment. Lando affirme qu'il n'est qu'un pion et que Max est le véritable propriétaire de la drogue mais aussi que ce dernier a conclu un marché avec Zenkova pour se coucher en échange de son soutien pour sa carrière, jugée sans avenir sans Dave.
- Le titre de l'épisode est prononcé par Richard Aldana

### Épisode 4:Sors de ma mère!
- France : 
  - 22 novembre 2016 sur France 4

Le combat entre Richard et Cooper est clairement à l'avantage du deuxième, bien plus endurant et musclé : Richard ne peut qu'encaisser avec une extrême difficulté la violente correction infligée par son adversaire. Il se remémore comment leur rivalité a commencé.
Six ans plus tôt, Cooper avait surpris Richard, à l'époque encore frêle, en pleine relation sexuelle avec sa mère. Encore nu et poursuivi par les gros bras de Cooper, Richard avait trouvé refuge dans le club de boxe de Dave non loin de là et avait fait sa connaissance à l'occasion, ce dernier lui donnant également de quoi se couvrir. Richard continuant les semaines suivantes à utiliser le club comme cachette, elle est découverte le jour où il s'avère que Cooper était également un habitué des lieux et que les deux se croisent à nouveau. Cooper ne put néanmoins rien faire sous les yeux de son coach, à sa grande fureur.
Comprenant que Cooper gagnera le combat sur la durée en raison de son endurance et de la chaleur étouffante, Richard tente de trouver une faille dans sa défense mais est mis à terre. Il se souvient alors de sa dernière confrontation avec le colosse, qui avait fini par quitter le club quand Richard avait fini par l'intégrer poussé par Dave. Un soir, il fut pris en embuscade par Cooper et son gang. L'arrivée de Dave prévenu par la mère de Cooper, qui avait repéré le groupe peu avant, mit fin au traquenard : il ordonna un combat de boxe improvisé pour régler définitivement le conflit. Richard perdit lorsqu'il glissa sur une flaque d'huile qui s'était répandue sur le ring de fortune, ce qui permit à Cooper de lui donner un uppercut qui le mit à terre.
Alors sur le point d'abandonner, Richard repère sur le ring une flaque de sueur formée par leurs efforts et la forte chaleur. Parvenant à se relever une ultime fois, il provoque Cooper qui se rue à nouveau sur lui mais qui ne repère pas la zone glissante dans son élan. Le plan de Richard fonctionne : Cooper est déséquilibré par la flaque, ce qui lui permet de l'envoyer violemment au tapis et de remporter le combat. Richard gagne ainsi la propriété du club, sous les larmes de frustration de Zenkova qui ne peut que se plier au marché de son oncle.
- Le titre de l'épisode est prononcé par Cooper
- L'épisode a été classifié comme interdit aux moins de 16 ans lors de sa diffusion en raison de scènes érotiques[3]

### Épisode 5:Des carrés dans des carrés
- France : 
  - 22 novembre 2016 sur France 4

Après avoir découvert la cachette de Dave, Richard et Siri fouillent dans les différents documents qui s'y trouvent et découvrent des informations sur l'Ordre du Lion, une secte dont Rizel semblait être le gourou. Ils découvrent aussi une liste mystérieuse avec de multiples individus mis en concordances avec ce qui semble être des pseudonymes mystiques, dont celui de Rizel. En écoutant un enregistrement audio, ils apprennent que Dave avait approché un autre homme de la liste du nom de Eric Rose, un tueur en série connu pour dévoré le coeur de ses victimes, ce qui lui a valu d'être nommé par les médias l’Arrache-Cœur. Il avait essayé de lui soutirer des informations sur la façon de sauver Siri, sans succès. Mais Rose a toutefois prédit à Dave sa mort prochaine avant la fin de leur entrevue. La conclusion est claire : ils décident d'aller le rencontrer.
A la prison de Paxton, tandis que Siri est parti chercher de quoi manger, Richard commence son entrevue avec Rose au parloir mais ce dernier se contente de répondre à chaque question de façon énigmatique. Lorsque Richard aborde le sujet de la liste des personnes, Rose devient alors plus sérieux, souhaitant savoir d'où elle provient. Alors que Siri rejoint Richard, Rose semble la reconnaître et interrompt sur le champ la séance et exige d'être raccompagné à sa cellule.
- Le titre de l'épisode est prononcé par Siri
- L'épisode a été classifié comme interdit aux moins de 16 ans lors de sa diffusion en raison de sa violence[3]

### Épisode 6:Des dents, des dents, des dents
- France : 
  - 22 novembre 2016 sur France 4

- Le titre de l'épisode est prononcé par une infirmière de l'hôpital de Paxton

### Épisode 7:Tu parles comme un homme d'honneur
- France : 
  - 29 novembre 2016 sur France 4

- Le titre de l'épisode est prononcé par Siri

### Épisode 8:Nous allons te démembrer
- France : 
  - 29 novembre 2016 sur France 4

- Le titre de l'épisode est prononcé par Kaiser Stark
- L'épisode a été classifié comme interdit aux moins de 16 ans lors de sa diffusion en raison de nudité et de violence[3]

### Épisode 9:Cerveau jaune
- France : 
  - 29 novembre 2016 sur France 4

- Le titre de l'épisode est prononcé par Kaiser Stark
- L'épisode a été classifié comme interdit aux moins de 16 ans lors de sa diffusion en raison de nudité[3]

### Épisode 10:Nous avions rendez-vous?
- France : 
  - 29 novembre 2016 sur France 4

- Le titre de l'épisode est prononcé par Kenny Madison

### Épisode 11:Attention quand ça clignote
- France : 
  - 29 novembre 2016 sur France 4

- Le titre de l'épisode est prononcé par le Saint Père

### Épisode 12:Pourquoi ce type me frappe?
- France : 
  - 29 novembre 2016 sur France 4

- Le titre de l'épisode est prononcé par Richard Aldana

### Épisode 13:T'es choupi Aldana
- France : 
  - 29 novembre 2016 sur France 4

- Le titre de l'épisode est prononcé par Max Mounds

### Épisode 14:Vas-y chante un truc pour voir
- France : 
  - 6 décembre 2016 sur France 4

- Le titre de l'épisode est prononcé par un détenu de la prison de Paxton

### Épisode 15:Je suis le passager
- France : 
  - 6 décembre 2016 sur France 4

- Le titre de l'épisode est prononcé par le roitelet Arumeri

### Épisode 16:Paramètres mon cul
- France : 
  - 6 décembre 2016 sur France 4

- Le titre de l'épisode est prononcé par Richard Aldana

### Épisode 17:La famille c'est toujours compliqué
- France : 
  - 6 décembre 2016 sur France 4

- Le titre de l'épisode est prononcé par le Saint Père

### Épisode 18:Action!
- France : 
  - 6 décembre 2016 sur France 4

- Le titre de l'épisode est prononcé le réalisateur de la publicité de déodorants

### Épisode 19:Restez avec nous sur Paxnews
- France : 
  - 6 décembre 2016 sur France 4

- Le titre de l'épisode est prononcé par le commentateur de PaxNews
- Les événements de cet épisode se déroule simultanément avec ceux du précédent
- L'épisode a été classifié comme interdit aux moins de 16 ans lors de sa diffusion en raison de sa violence[3]
- Les journalistes de PaxNews sont une critique satirique de la chaîne BFM TV lors de la prise d'otages du magasin Hyper Cacher de la porte de Vincennes en janvier 2015 à Paris, qui avait révélé en direct que des personnes s'étaient caché dans la chambre froide du magasin et que l'assaut était imminent alors que le terroriste Amedy Coulibaly suivaient les événements extérieurs avec les chaînes d'info en continu.

### Épisode 20:Tu pourrais me passer la moutarde?
- France : 
  - 13 décembre 2016 sur France 4

- Le titre de l'épisode est prononcé par un pilote de chasse

### Épisode 21:Oh non…
- France : 
  - 13 décembre 2016 sur France 4

- Le titre de l'épisode est prononcé par Howard McKenzie

### Épisode 22:Il a une sale gueule ton bernard l'hermite
- France : 
  - 13 décembre 2016 sur France 4

- Le titre de l'épisode est prononcé par Richard Aldana

### Épisode 23:Le laisse jamais te toucher
- France : 
  - 13 décembre 2016 sur France 4

- Le titre de l'épisode est prononcé par Richard Aldana
- L'épisode a été classifié comme interdit aux moins de 16 ans lors de sa diffusion en raison de scènes érotiques[3]

### Épisode 24:Encaisser et pas mourir
- France : 
  - 13 décembre 2016 sur France 4

- Le titre de l'épisode est prononcé par Richard Aldana

### Épisode 25:Je suis désolé
- France : 
  - 13 décembre 2016 sur France 4

- Le titre de l'épisode est prononcé par Howard McKenzie

### Épisode 26:C'est la dernière fois que je vous le demande poliment
- France : 
  - 13 décembre 2016 sur France 4

- Le titre de l'épisode est prononcé par Richard Aldana